# 帕庫切山 (萬坦區)
12°32′40″S 75°39′52″W / 12.54444°S 75.66444°W
帕庫切山（Paquchi），是秘魯的山峰，位於該國中南部利馬大區，由堯約斯省的萬坦區負責管轄，屬於秘魯中部山脈的一部分，海拔高度5,000米。